# Festuca ophioliticola
Festuca ophioliticola är en gräsart som beskrevs av Michel François-Jacques Kerguélen. Festuca ophioliticola ingår i släktet svinglar, och familjen gräs. Inga underarter finns listade i Catalogue of Life.